# Drevs distrikt
Drevs distrikt är ett distrikt i Växjö kommun och Kronobergs län. Distriktet ligger nordost om Växjö. 

## Tidigare administrativ tillhörighet
Distriktet inrättades 2016 och utgörs av socknen Drev i Växjö kommun.
Området motsvarar den omfattning Drevs församling hade 1999/2000.